# Mount Aspiring nationalpark

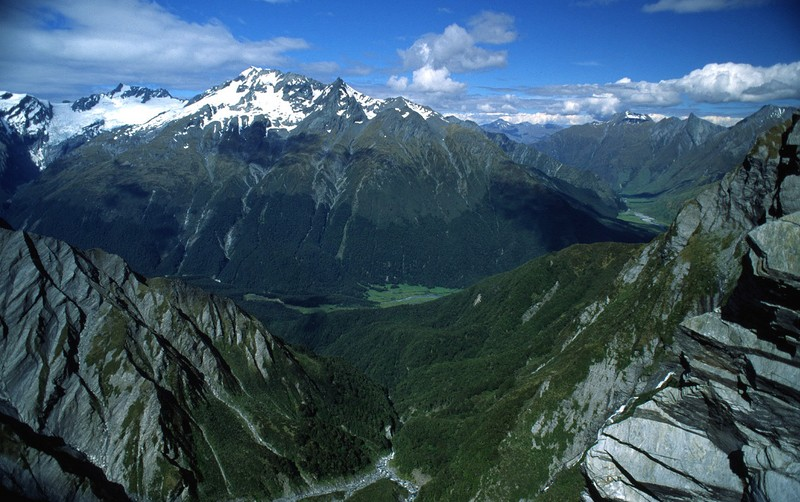
Matukitukidalen i Mount Aspering nationalpark

Mount Aspiring Nationalpark är ett av de områden som ingår i världsarvet Te Wahipounamu i Nya Zeeland. Parken omfattar cirka 3 500 kvadratkilometer ligger i Sydalperna på Sydön och inrättades år 1964 som den tionde nationalparken i Nya Zeeland.
Området består till övervägande delen av bergstrakter, med sjöar, floder, dalar och skogar. Det högsta berget i parken är Mount Aspering som är 3 033 meter högt. Andra större berg i parken är Mount Pollux och Mount Brewster, på 2 542 respektive 2 519 meter. Den största floden som rinner genom parken är Haast River.
Nationalparken är ett populärt vandringsområde, både för den inhemska befolkningen och för turister. Många lockas av områdets fågelfauna, där kean är en karaktärsart. En annan särskilt uppmärksammad sevärdhet i parken är Red Hills mineralbälte, där andelen magnesium i jorden är så hög att bara ett fåtal växter klarar av att växa där. I parken finns också historiska spår av maorikulturen.